# 牙籤弩
牙籤弩是一種射擊玩具，於2017年開始在中國流行，外觀及運作原理如同弩，但體積只有成年人手掌般的大小，而箭鏃為牙籤。

## 流行
2017年年中，中國大陸開始興起牙籤弩的迷你射擊玩具，除可在玩具店發售外，更通過網購迅速流行。由於在學校周邊的玩具店都有售賣牙籤弩，部分售價僅為數元人民幣，因此成為中學生及小學生的時興玩具。商家稱牙籤弩是一種兒童玩具，並提供不同設計、材質及顏色吸引兒童購買。

## 貫穿力
牙籤弩雖然體積細小，只是以牙籤作為箭鏃，但具有相當貫穿力，箭鏃的最高時速可達144公里，最遠射程25米，如果換上金屬製造的箭鏃，最高時速超過200公里，有測試稱足以深入豬肉，甚至汽水罐和石膏板，具有一定危險性。

## 管制
中國大陸對於牙籤弩是否屬於須要管制的武器未有明確定義，《中华人民共和国治安管理处罚法》第三十二條雖然对弩作出管制，但牙籤弩的威力強度未達管制標準，對於應否視為玩具也未有明確準則，有執法部門稱牙籤弩作為兒童的玩意應從教導入手，建議學校加強教育及引導。由於家長擔心牙籤弩會造成危險，部分省市的執法部門也開始進行勸諭及整治，沒收部分店鋪陳列的牙籤弩，主要網店也開始下架，但未能禁絕出售。
香港對於弩有法律管制，拉力超過6公斤的弩會被視為槍械，持有者必須申領牌照，否則即屬違法。